# Station Riksgränsen
Riksgränsen (Noors: Riksgrensen stasjon, Zweeds: Riksgränsen station) is een spoorwegstation in de gelijknamige plaats op 700 meter ten oosten van de grens (riksgränsen) tussen Noorwegen en Zweden.

## Geschiedenis
Het station werd in 1902 geopend als onderdeel van de Ertsspoorlijn en was de locatie van de tractiewisseling tussen Zweden en Noorwegen. De officiële opening van het station vond plaats op 14 juli 1903 door koning Oscar II, kroonprins Gustaf, prins Carl en prinses Ingeborg. Aanvankelijk had het locdepot met locomotiefloods met meerdere sporen. Het depot werd gesloten als gevolg van de elektrificatie rond 1920.

## Ligging en inrichting
Sinds 2021 is het station slechts een treinhalte met een deels overkapt enkelspoor met perron. Het wordt voor de treindienstleiding beschouwd als onderdeel van het Noorse station Bjørnfjell, 2 kilometer westelijker en Riksgränsen gebruikt het Noorse seinstelsel.

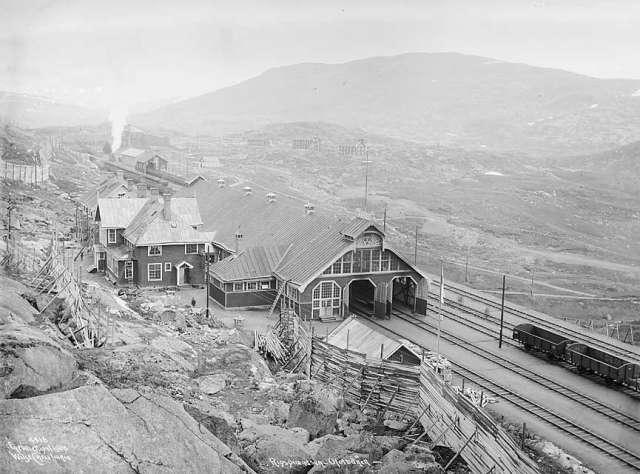
Het station in 1906.
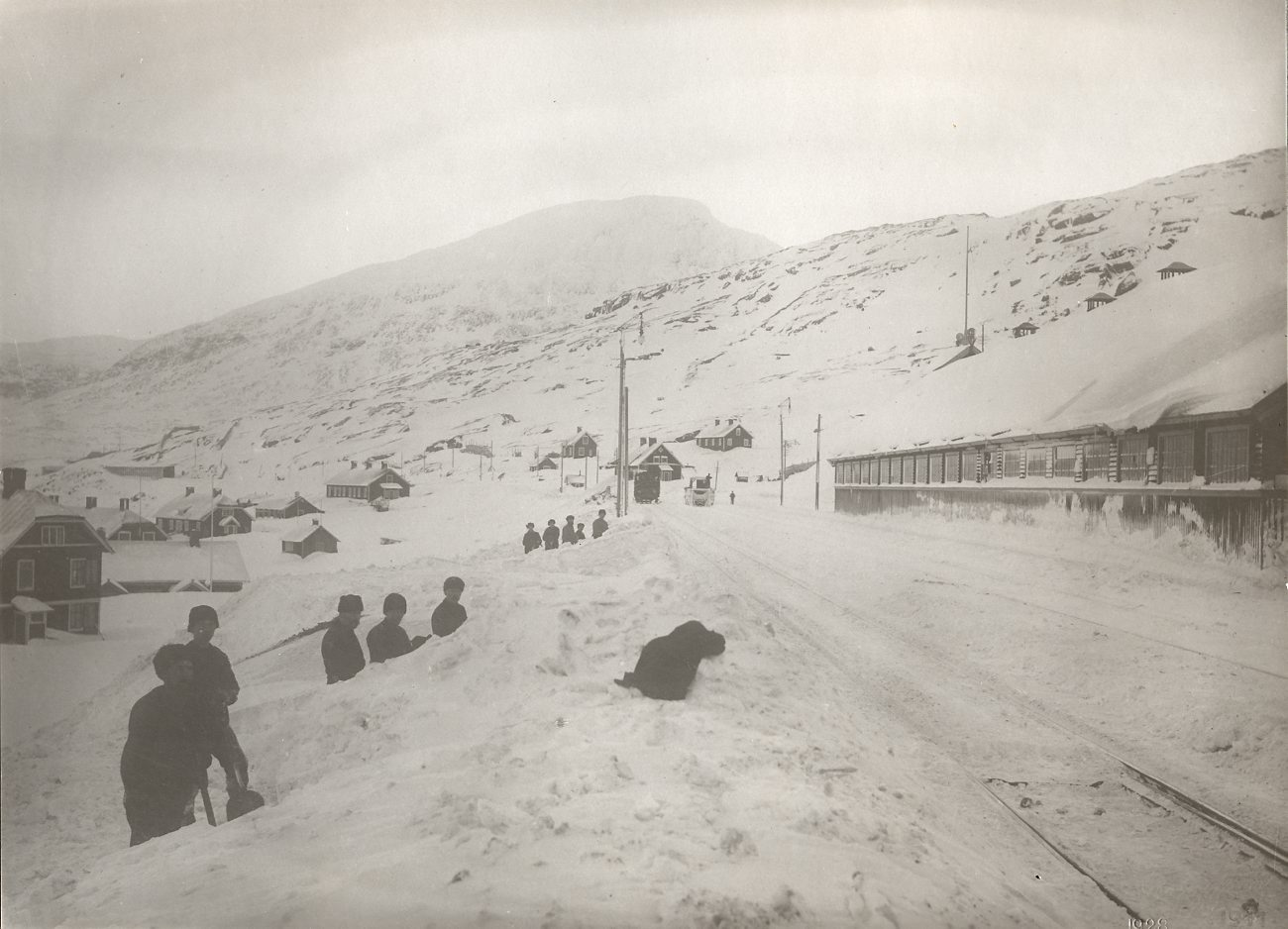
Sneeuwruimers in Riksgränsen begin 20e eeuw.
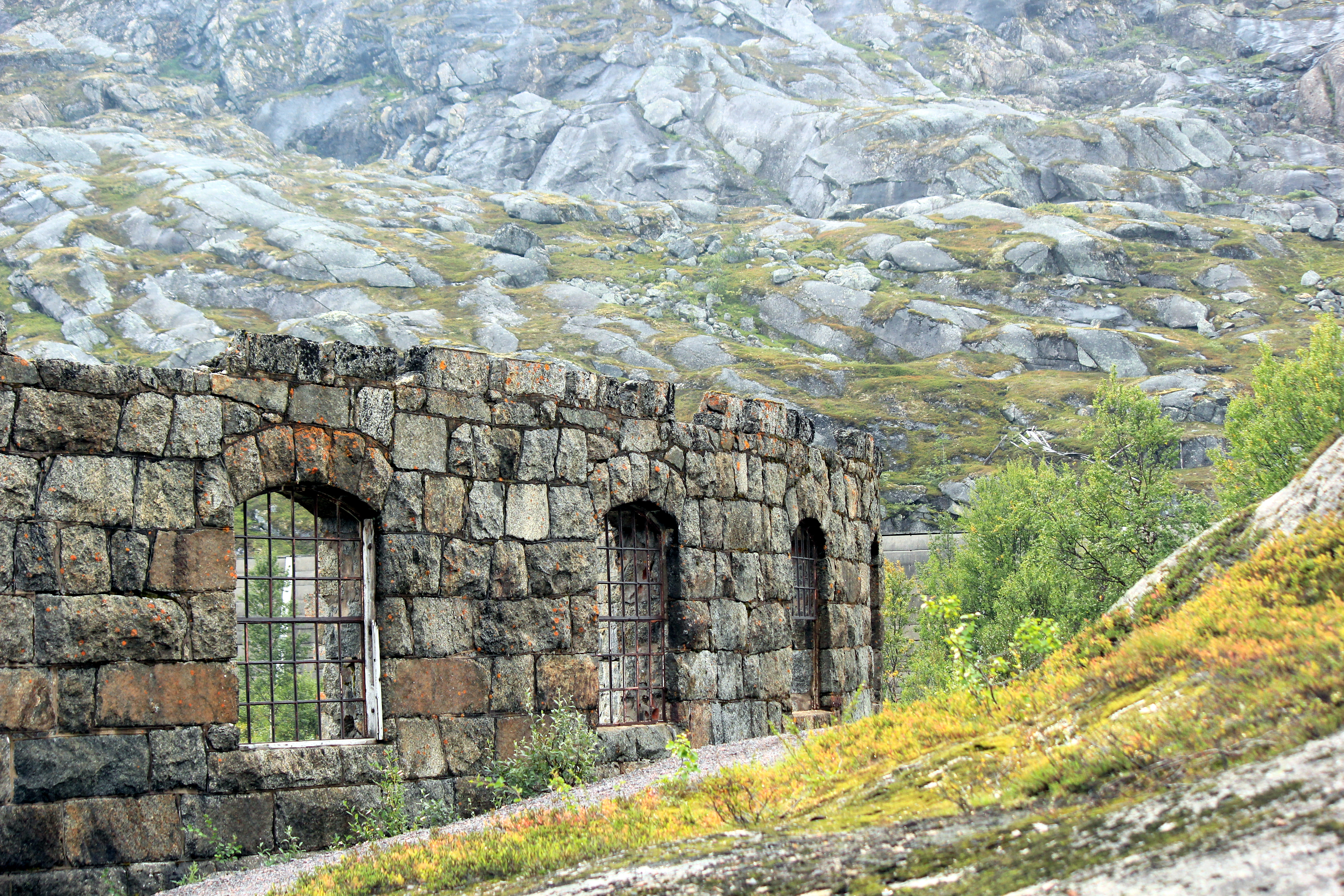
De muur van de vroegere locomotievenloods.